# Antofillo
Antofillo è un termine botanico che designa una foglia modificata che partecipa alla costituzione del fiore. Si possono distinguere:
- Antofilli sterili: sepali, tepali, petali; facilmente distinguibili come foglie trasformate, essi costituiscono il perianzio (formato dal calice con i sepali e dalla corolla con i petali)   nelle Dicotiledoni; o il perigonio (tepali in 2 verticilli: uno esterno ed uno interno) nelle monocotiledoni.
- Antofilli con funzione riproduttiva: stami e carpelli più o meno profondamente modificati dalla funzione che compiono sono considerati alcuni maschili: stami che formano l'androceo; altri femminili: carpelli che formano il gineceo.